# Dreamfall Chapters
Dreamfall Chapters (norw. Drømmefall Kapitler) – komputerowa gra przygodowa z serii The Longest Journey. Stworzona została przez niezależne studio Red Thread Games założone przez Ragnara Tørnquista, scenarzystę i reżysera dwóch poprzednich części serii, The Longest Journey: Najdłuższa podróż oraz Dreamfall: The Longest Journey, wydanych przez Funcom. Produkcja tytułu została sfinansowana dzięki kampanii crowdfundingowej w serwisie Kickstarter, która trwała od 8 lutego do 10 marca 2013 roku, przynosząc ponad 1,5 mln USD funduszy. Na komputerach osobistych ukazała się w pięciu odcinkach w okresie od 21 października 2014 roku do 17 czerwca 2016 roku. Na konsolach PlayStation 4 i Xbox One ukazała się 5 maja 2017 roku jako kompletny produkt w wersji The Final Cut, później 21 lipca 2017 wersję tę wydano także na komputery osobiste.

## Fabuła

### Świat gry
Akcja Dreamfall Chapters, podobnie jak dwóch poprzednich tytułów z serii, osadzona jest w dwóch światach równoległych: Stark, dystopicznej wizji Ziemi w 2220 roku, oraz Arkadii, jej magicznym odpowiedniku. Równowaga między światami nie pozwala na podróżowanie pomiędzy nimi, lecz bohaterki Najdłuższej podróży i Dreamfalla (odpowiednio April Ryan i Zoë Castillo) odkryły różne sposoby na przechodzenie z ich rodzimego Starku do Arkadii i z powrotem.
Po katastrofalnej Awarii, będącej wynikiem wydarzeń z Najdłuższej podróży w 2209 roku, społeczeństwo w Stark rozpada się, gdyż miliardy ludzi uzależniło się od technologii świadomego śnienia wynalezionej przez korporację WatiCorp. Tymczasem w Arkadii złowrogie Imperium Azadi ponownie umacnia swoją władzę na skutek „zbierania snów” przez wieżę, którą wybudowali w mieście Markurii.

### Postacie
Gracz kieruje trzema postaciami: Zoë Castillo, Kianem Alvane (gracz wcielał się w nich również w Dreamfallu) oraz Sagą, nową bohaterką, która pojawia się w pierwszym odcinku gry jako niemowlę. Los April Ryan, protagonistki Najdłuższej podróży i trzeciej głównej bohaterki Dreamfallu, która w poprzedniej części została prawdopodobnie zabita, pozostaje nieznany. Jej aktorka głosowa – Sarah Hamilton – jest zaangażowana w tworzenie gry, jednak jej rola nie została ujawniona. Aktorka głosowa Zoë, Ellie Conrad-Leigh, wyraziła gotowość do powtórzenia swojej roli, lecz Red Thread Games nie potwierdziło oficjalnie jej powrotu. Aktorem głosowym Kiana jest Nicholas Boulton, który zastąpił Gavina O'Connora z Dreamfalla.
Powrócą też inne postacie, takie jak: Kruk, Ślepy Bob, Benrime Salmin, Roper Klacks, Abnaxus, Vagabond, Brian Westhouse, Emma de Vrijer i Reza Temiz.

### Tematyka
Podtytuł „Chapters” odnosi się do tematu gry, który Tørnquist opisuje jako „rozdziały życia” oraz „życie w rozdziałach”, takich jak narodziny, życie, śmierć. Fabuła gry przedstawi około rok życia bohaterów, rozpoczynając się wiosną, a kończąc zimą, i zostanie podzielona na trzy „księgi”, każda rozgrywająca się w określonej porze roku (latem, jesienią i zimą) i dotycząca danego etapu życia.
Innym tematem będą opowieści i ich przemiana w rzeczywistość. Kraina „czasu narracji” występująca w grze jest miejscem, w którym rozpoczyna się każda historia, a sny stają się rzeczywistością, a twórcy wymieniają mitologię aborygeńską jako inspirację (zobacz czas snu).
Megamiasto Europolis zostanie zaprezentowane jako cena, którą Europa musiała zapłacić za setki lat imperializmu, polityki reakcyjnej, marnotrawienia pieniędzy i uprzemysłowiania. Ragnar Tørnquist w wywiadzie dla serwisu Rock, Paper, Shotgun powiedział, że w Dreamfall Chapters na pewno znajdzie się element polityczny, podobnie jak był w Dreamfallu.

### Streszczenie
Fabuła gry rozpoczyna się kilka miesięcy po zakończeniu Dreamfalla i skupia się na Zoë Castillo, protagonistce Dreamfalla, która uratowała Stark przed Zakłóceniami, ale została zdradzona i zapadła w śpiączkę. Podczas gdy jej ciało leży w szpitalu w Casablance bez dużych szans na przebudzenie, świadomość Zoë jest uwięziona w krainie „czasu narracji”, która została krótko pokazana w poprzedniej grze. Pod kontrolą gracza Zoë używa swoich mocy do kontroli snów i pomaga uwięzionym w swoich snach użytkownikom technologii świadomego śnienia, a następnie ucieka z czasu narracji, przybywa do Europolis (dystopicznego megalopolis pokrywającego większą część Europy Środkowej i Zachodniej) i w końcu do Arkadii. Tam znajduje się drugi protagonista Dreamfalla, Kian Alvane, elitarny żołnierz Azadi, który oczekuje na karę śmierci za zdradę stanu w więzieniu w Markurii. Zostaje jednak uratowany przez ruch oporu, do którego dołącza i z którym współpracuje, aby odkryć plany przedstawicieli Imperium Azadi w Markurii.
W Chapters zawarte jest streszczenie poprzedniej gry, które ma ułatwić nowym graczom zagłębienie się w historię.

## Rozgrywka
Gra Dreamfall Chapters jest tworzona na silniku Unity i zawiera duże, trójwymiarowe lokacje, w przeciwieństwie do dwuwymiarowych teł w Najdłuższej podróży i mniejszych trójwymiarowych poziomów w Dreamfallu. Chociaż świat gry nie jest całkowicie otwarty, to w grze znajduje się kilka nieliniowych poziomów, takich jak Europolis i Markuria, a gracz jest nagradzany za zwiedzanie lokacji i znajdowanie sekretów. Obszary zmieniają się w trakcie rozgrywki w zależności od pory roku.
Gracze sterują postaciami z perspektywy trzeciej osoby używając klawiatury, myszy lub gamepada. Postacie i przedmioty, z którymi można wejść w interakcję, są podświetlane na ekranie, a oddziaływanie z nimi następuje poprzez użycie prostego interfejsu wskaż i kliknij i menu kontekstowego. Choć produkcja wspiera kontrolery gier, to optymalizowana jest dla komputerów osobistych. Rozgrywka skupia się na eksplorowaniu poziomów i poznawaniu historii oraz rozwiązywaniu zagadek. Interfejs gry jest domyślnie ukryty, by ułatwić wczuwanie się w grę. W rozgrywce Dreamfall Chapters nie ma elementów walki i skradania się.
Choć fabuła gry jest liniowa i ma ustalony wynik końcowy, gracze mogą podjąć kilka decyzji podczas rozgrywki, które wpłyną na dalsze wydarzenia w historii, lecz nie na zakończenie. Opcjonalne internetowe opcje społecznościowe pozwalają graczom na odkrywanie (zarówno przed podjęciem decyzji, jak i po), jakich wyborów w danej sytuacji dokonali inni gracze, a w szczególności ich znajomi. Obecny w grze dziennik, podobny do pamiętnika April Ryan w Najdłuższej podróży, śledzi na bieżąco rozwój fabuły.

## Obsada głosowa
W oryginalnej wersji językowej głosu głównym bohaterom gry użyczyli:
- Charlotte Ritchie jako Zoë Castillo
- Nicholas Boulton jako Kian Alvane
- Roger Raines jako Kruk
- Ralph Byers jako Brian Westhouse / Roper Klacks
- Jessica Henwick jako Enu / Hanna Roth
- Mark Healy jako Vamon / Roman Zelenka i inni
- Dave Fennoy jako Likho
- Katie Lyons jako Anna
- Jonathan Dow jako Warden Murron / Onor Hileriss
- Nathaniel Parker jako Hami / Sully / Ulvic
- Susan Brown jako Queenie / Bandu-Ma-Seri / Lady Alvane
- Leo Staar jako Reza Temiz
- Louis Suc jako Bip
- Sarah Hamilton (gościnnie) jako April Ryan (główna bohaterka dwóch poprzednich części gry)

## Tworzenie
Funcom, producent oryginalnych gier The Longest Journey i Dreamfall, po raz pierwszy zapowiedział Dreamfall Chapters 1 marca 2007 roku. Pomimo że już wtedy jej fabuła była gotowa, produkcja nie mogła zostać rozpoczęta aż do 2012 roku, gdyż wszyscy twórcy Dreamfalla (w tym Tørnquist) pracowali dla Funcomu nad grą MMORPG o nazwie The Secret World.

### Preprodukcja
1 listopada 2012 roku ogłoszono, że nowo założone przez Ragnara Tørnquista studio Red Thread Games rozpoczęło preprodukcję Dreamfall Chapters. Z powodu skoncentrowania się Funcomu na grach online, firma postanowiła przekazać prawa do marki The Longest Journey studiu Tørnquista, które miało sfinansować i wyprodukować grę niezależnie. Choć razem z Tørnquistem z Funcomu do Red Thread Games nie przeszedł wtedy żaden inny pracownik, jego studio zatrudniło wiele osób pracujących nad oryginalnym Dreamfallem, które od tego czasu odeszły z Funcomu, a także nawiązało współpracę ze studiem Blink Studios, którego pracownicy też tworzyli Dreamfalla i nabyli doświadczenia w używaniu silnika Unity.

### Finansowanie
Po pierwotnej zapowiedzi tytułu Norweski Fundusz Filmowy przyznał Funcomowi grant na badanie metod dystrybucji cyfrowej gier epizodycznych, który miał zostać wykorzystany do początkowego sfinansowania rozwoju gry. Jednakże po wstrzymaniu jej produkcji, grant zwrócono Funduszowi.
Norweski Instytut Filmowy (następca Funduszu) zapewnił Red Thread Games w listopadzie 2012 roku nowy grant na preprodukcję Dreamfall Chapters liczący 1 mln NOK (ok. 174 000 USD). 8 lutego 2013 roku rozpoczęła się kampania crowdfundingowa gry w serwisie Kickstarter, a jej celem było zebranie 850 000 USD. Twórcy oznajmili, że niezbędny budżet potrzebny na stworzenie tytułu wynosi około 1 mln USD (w porównaniu do 5 mln budżetu na Dreamfall i około 2–3 mln na Najdłuższą podróż), a do pieniędzy z Kickstartera dodadzą przyszłe granty i własne fundusze. Przed rozpoczęciem kampanii studio Red Thread Games poświęciło kilka miesięcy na analizę poprzednich udanych kampanii na Kickstarterze, takich jak Project Eternity i Broken Sword: The Serpent's Curse, aby lepiej zaplanować ich własny projekt.
Wymaganą kwotę zabrano 16 lutego, o wiele szybciej niż zakładali producenci. Aby zachęcić do dalszego wspierania gry ujawniono kilka celów dodatkowych. Do zakończenia kampanii udało się osiągnąć takie cele jak: wersje na systemy operacyjne Linux i Mac OS, bardziej rozbudowaną fabułę, kilka nowych lokacji i postaci, ulepszoną ścieżkę dźwiękową, interaktywny komiks, francuską i niemiecką wersję językową oraz komentarz reżyserski. Ostatnim celem, który wymagał 2 mln USD, była gra The Longest Journey Home, tradycyjna dwuwymiarowa gra przygodowa z April Ryan jako główną bohaterką, która miała zapełnić dziesięcioletnią przerwę w fabule pomiędzy Najdłuższą podróżą a Dreamfallem, a także kontynuować po wydarzeniach z Chapters, aby pokazać koniec jej historii. Gdyby cel został spełniony, Red Thread Games rozpoczęłoby prace nad The Longest Journey Home zaraz po ukończeniu Dreamfall Chapters, lecz na razie plany jej stworzenia zostały anulowane.
Kampania na Kickstarterze zakończyła się 10 marca, a twórcy otrzymali 1 538 425 USD, czyli 180% wymaganej kwoty, co pozwoliło na dodanie do gry dodatkowych elementów. Ponadto podczas kampanii zebrano ponad 34 000 USD za pomocą usługi PayPal, a Red Thread Games w czasie tworzenia gry nadal zbierało w ten sposób fundusze.
30 maja 2013 roku Norweski Instytut Filmowy przyznał Red Thread Games na produkcję gry drugi grant w wysokości 1,5 mln NOK (ok. 257 000 USD), a 16 maja 2014 roku trzeci o wartości 2 mln NOK (ok. 337 000 USD).

### Produkcja
Tørnquist oświadczył, że w porównaniu do The Longest Journey i Dreamfall zespół produkujący grę nie będzie musiał spędzić zbyt dużo czasu na tworzeniu podstawowych technologii i narzędzi dla Dreamfall Chapters, dzięki czemu skupi się bardziej na zawartości gry takiej jak poziomy, projekty postaci i efekty specjalne. Jest to spowodowane wykorzystaniem zewnętrznego silnika gry Unity.
22 czerwca 2013 roku na targach Rezzed w Birmingham Red Thread Games pokazało działającą wersję roboczą gry, prezentując ich koncepcję „przestrzeni gry” i podejście do wyborów fabularnych, a także opcji internetowych pozwalających na poznanie decyzji innych graczy. Przedstawionym poziomem była część Europolis, która mieści się na terenach dzisiejszej Pragi.
Przechwytywanie ruchu dla animacji w grze został wykonany dzięki dwóm urządzeniom Kinect 2 i oprogramowaniu iPi Soft.
Wydanie czwartego epizodu zostało opóźnione z powodu zmiany silnika gry z Unity 4 na Unity 5 i nieoczekiwanych problemów z tym związanych. Przejście na Unity 5 było konieczne między innymi w celu poprawy wydajności i stabilności gry, zmiany edytora z wersji 32-bitowej na 64-bitową oraz przygotowania portów na inne platformy sprzętowe. Aktualizacja gry z silnikiem Unity w wersji 5.2 ukazała się 23 listopada 2015 roku. Prace nad zmianą silnika były przeprowadzane przez pięciu deweloperów, trwały około czterech miesięcy i przyniosły studiu 150 tysięcy dolarów strat.

## Wydanie
W 2007 roku Dreamfall Chapters zostało zapowiedziane jako gra epizodyczna, później porzucono ten pomysł na rzecz pełnowymiarowego tytułu, którego preprodukcję rozpoczęto w 2012 roku.
Pomimo że domyślną formą dystrybucji jest wolna od zabezpieczeń DRM dystrybucja cyfrowa, wspierającym projekt na Kickstarterze zaoferowano kilka typów limitowanych edycji pudełkowych. Wydania te zostały podzielone od zwykłej edycji kolekcjonerskiej do bogatej smoczej edycji, zawierającej wiele cyfrowych i materialnych bonusów. 17 kwietnia 2013 roku Dreamfall Chapters zostało zaakceptowane do dystrybucji w serwisie Steam za pomocą usługi Greenlight.
Docelowo gra miała zostać wydana w listopadzie 2014 roku jako kompletna produkcja. Jednak w czerwcu 2014 roku Ragnar Tørnquist ogłosił, że z powodu większej i bardziej ambitniej historii niż pierwotnie zakładano, studio zdecydowało się wrócić do formy epizodycznej. Gra została podzielona na pięć odcinków, z których pierwszy, zatytułowany Dreamfall Chapters Book One: Reborn, pojawił się 21 października 2014 roku. Platformami docelowymi są Microsoft Windows, OS X i Linux, gdyż zdaniem twórców tam właśnie są fani serii The Longest Journey. Pod uwagę brano też wersję na Wii U, ale z niej zrezygnowano. 12 sierpnia 2014 roku na targach gamescom zapowiedziano, że w przypadku konsol tytuł zostanie tymczasowo wydany wyłącznie na PlayStation 4. Gra jest tworzona w języku angielskim, a producent potwierdził tłumaczenia na języki norweski, niemiecki i francuski. Zapowiedziano także polską wersję językową z dubbingiem, która miała powstać dzięki współpracy cdp.pl i IMGN.pro, lecz z powodu późniejszego podzielenia tytułu na odcinki plany te porzucono.
Premiera ostatniego epizodu odbyła się 17 czerwca 2016 roku. Następnie 5 maja 2017 roku gra została wydana na PlayStation 4 i Xbox One jako kompletny produkt z dodatkową zawartością i usprawnieniami, wersję tę wydano także na komputery osobiste 21 lipca 2017 roku.

## Odbiór
| Gra                    | GameRankings               | Metacritic                 |
| ---------------------- | -------------------------- | -------------------------- |
| Book One: Reborn       | PC: 74,21% (z 19 recenzji) | PC: 72/100 (z 29 recenzji) |
| Book Two: Rebels       | PC:74,17% (z 6 recenzji)   | PC: 71/100 (z 8 recenzji)  |
| Book Three: Realms     | PC: 70% (z 2 recenzji)     |                            |
| Book Four: Revelations | PC: 100% (z 1 recenzji)    |                            |